# 甘坝乡
甘坝乡（甘壩公社、高東公社），是中華人民共和國四川省鄰水縣曾经下辖的一个乡。

## 沿革[2]
- 1953年9月4日，甘壩鄉人民政府成立，隸屬第三區(合流區)公所領導。1956年1月，甘壩鄉人民政府改稱甘壩鄉人民委員會。1958年12月，甘壩鄉人委改稱甘壩人民公社。1966年5月「文革」開始後，甘壩人民公社工作受到干擾。1967年1月，為了破「四舊」，甘壩人民公社改稱高東人民公社。3月，由公社武裝幹部和群眾代表主持成立了高東人民公社生產辦公室，負責公社日常工作。

2019年12月，撤销甘坝乡，将所属行政区域划归牟家镇管辖。

## 行政区划
甘坝乡撤销前下辖以下地区：
联合村、乱石村、银丰村、苏家村、斜岩村和龙须村。